# Synchaeta tremuloida
Synchaeta tremuloida is een raderdiertjessoort uit de familie Synchaetidae. De wetenschappelijke naam van deze soort is voor het eerst geldig gepubliceerd in 1965 door Pourriot.